# 383 Madison Avenue

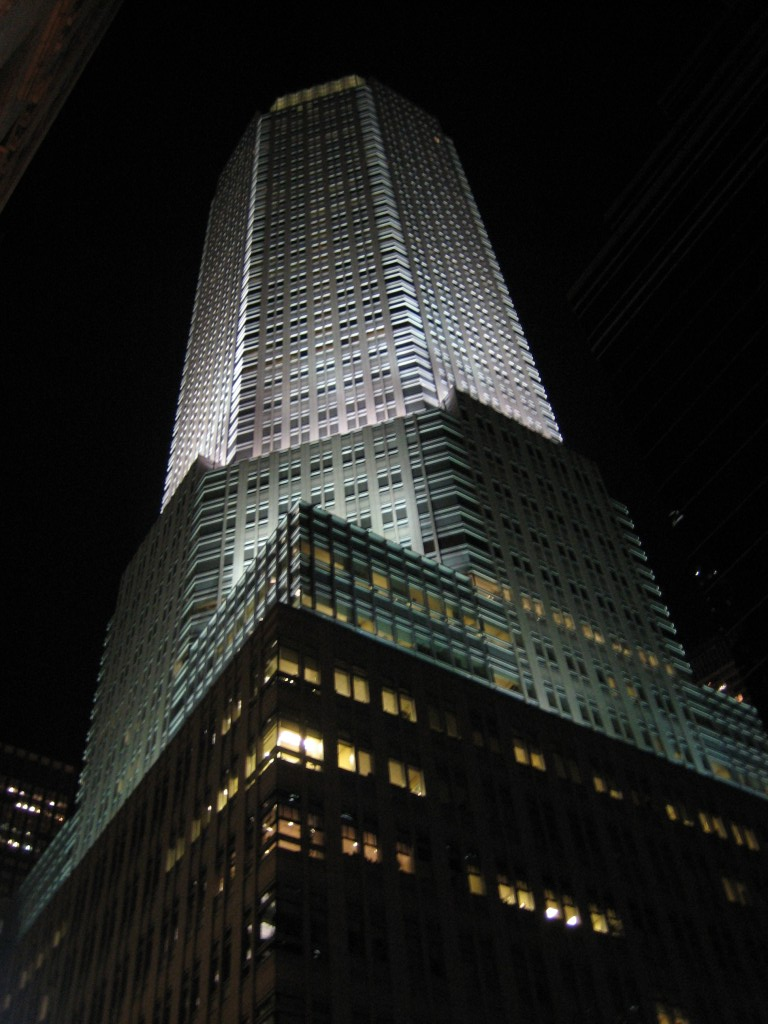
Vedere nocturnă

383 Madison Avenue este o clădire cu oficii în New York City. Proiectată de David Childs, clădirea atinge 230 m înălțime, adică 47 etaje. Construcția ei a fost finisată în 2001, dar inaugurarea a avut loc un an mai târziu, timp în care era considerată a 88-a clădire din lume după înălțime. Suprafața totală închiriabilă constituie 110.000 m².
Clădirea este constituită dintr-o prismă octogonală așezată pe alta pătratică, ultima având 20 m în înălțime. Noaptea, sticla de pe fațada clădirii este iluminată.